# Ostprovinz (Sambia)
Die Ostprovinz (englisch Eastern Province) der Republik Sambia ist eine der zehn Provinzen des Landes. Die Hauptstadt der Ostprovinz ist Chipata. In der 51.476 km² großen Provinz leben 2.454.788 Menschen (Zensus 2022).

## Geografie
Die Provinz liegt im Südosten des Landes. Sie grenzt im Norden und Westen an die Provinz Muchinga und im Westen an die Zentralprovinz und die Provinz Lusaka. Im Süden grenzt sie an die Provinz Tete in Mosambik und im Osten an die Northern Region und die Central Region in Malawi.
| Muchinga       | Muchinga                                    | Northern Region, Malawi |
| Zentralprovinz | Kompassrose, die auf Nachbargemeinden zeigt | Northern Region, Malawi |
| Lusaka         | Provinz Tete, Mosambik                      | Central Region, Malawi  |

Ein langes Stück der nordwestlichen Grenze wird durch den Fluss Luangwa gebildet. Die östliche Grenze entspricht der Wasserscheide zwischen dem Luangwa und dem Fluss Shire, beziehungsweise dem Malawisee.
Der Distrikt Chama wurde 2011 aus der Ostprovinz in die neu gegründete Provinz Muchinga eingegliedert. Zum Jahreswechsel 2021 auf 2022 wurde Chama durch eine Verfügung der Regierung vom 31. Dezember 2021 wieder der Ostprovinz zugeteilt.

## Beschreibung
Die Regionen innerhalb der Ostprovinz sind sehr unterschiedlich. Das Gebiet zwischen Nyimba und Petauke ist fruchtbar und braucht kaum Kunstdünger. Nach Norden, von Katete bis nach Chipata, werden die Böden magerer. Die Besiedelung ist durch recht ertragreichen Baumwollanbau jedoch noch dicht. Weiter nach Norden liegt fast nur noch Buschland wie auch an den felsigen Hängen zum Luangwatal. Lundazi ist schon ein nahezu isolierter Ort, der weitflächig von Forst- und Tierschutzgebieten umgeben ist, die von der Grenze zu Malawi bis hinunter zum Luangwa reichen. In der Provinz liegt ein Teil des Südluangwa-Nationalparks. 

## Wirtschaft
Die Provinz bietet sehr wenige Bodenschätze. Edelsteine sind die einzigen Mineralien, die im Süden gefunden werden. Eine wichtigere Rolle spielt die Provinz im informellen Handel Afrikas. Die Grenze zu Mosambik liegt bei Katete und Chadiza in offenem Gelände und somit teils ein zollfreie Zugang zum südafrikanischen Markt. Auch der Grenzehandel zu Malawi, bei Lundazi und Chapita ist ein wichtiger Wirtschaftsfaktor der Region.
Aus der Provinz zieht die Zentralregierung enorme Summen ab. Allein die Distrikte Katete und Chadiza führten 600.000,00 US$ im Jahre 2005 für Baumwolle ab. Der Distrikt Mambwe erzielt auch hohe Erträge aus dem Safarigeschäft im Südluangwa-Nationalpark, sie fallen aber bei einer nationalen Behörde an. Die Chancen in dieser Provinz bleiben daher weitgehend ungenutzt, die Infrastruktur verwahrlost und die Armut weitet sich aus.

## Distrikte

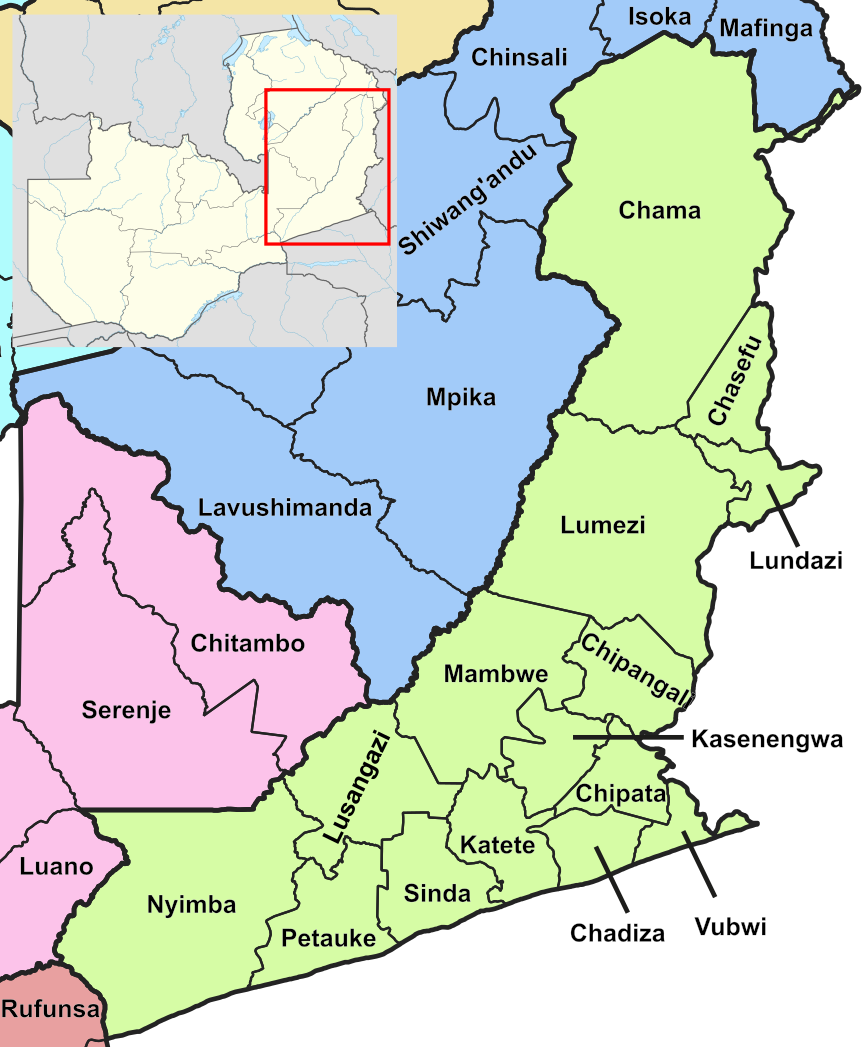
Distrikte der Ostprovinz

Die Provinz besteht aus 15 Distrikten (Stand 2022):
| Distrikt   | Fläche in [km²] | Einwohner 2010 | Einwohner 2022 | Durchschnittliche jährliche Wachstumsrate [%] | Bevölkerungsdichte 2022 [Einwohner/km²] |
| ---------- | --------------- | -------------- | -------------- | --------------------------------------------- | --------------------------------------- |
| Chadiza    | 1594            | 62.742         | 111.069        | 4,9                                           | 70                                      |
| Chama      | 17.473          | 103.894        | 140.326        | 2,5                                           | 8                                       |
| Chasefu    | 2916            | 99.828         | 131.160        | 2,3                                           | 45                                      |
| Chipangali | 2688            | 122.916        | 169.357        | 2,7                                           | 63                                      |
| Chipata    | 1691            | 234.750        | 327.059        | 2,8                                           | 193                                     |
| Kasenengwa | 1967            | 98.117         | 155.565        | 3,9                                           | 79                                      |
| Katete     | 2456            | 160.985        | 214.072        | 2,4                                           | 87                                      |
| Lumezi     | 9777            | 93.717         | 158.971        | 4,5                                           | 16                                      |
| Lundazi    | 1376            | 130.325        | 154.908        | 1,5                                           | 113                                     |
| Lusangazi  | 4494            | 66.281         | 110.523        | 4,4                                           | 25                                      |
| Mambwe     | 5725            | 68.918         | 119.313        | 4,7                                           | 21                                      |
| Nyimba     | 10.495          | 85.025         | 136.238        | 4,0                                           | 13                                      |
| Petauke    | 2696            | 174.775        | 259.385        | 3,3                                           | 96                                      |
| Sinda      | 2621            | 149.697        | 213.762        | 3,0                                           | 82                                      |
| Vubwi      | 982             | 44.585         | 53.080         | 1,5                                           | 54                                      |
| Gesamt     | 68.949          | 1.696.555      | 2.454.788      | 3,1                                           | 36                                      |

## Demografie
| Jahr | Einwohnerzahl |
| ---- | ------------- |
| 1969 | 509.515       |
| 1980 | 650.902       |
| 1990 | 965.967       |
| 2000 | 1.231.283     |
| 2010 | 1.592.661     |
| 2015 | 1.813.445     |
| 2022 | 2.454.788     |